# Bolitophila acuta
Bolitophila acuta är en tvåvingeart som beskrevs av Garrett 1925. Bolitophila acuta ingår i släktet Bolitophila och familjen smalbensmyggor.
Artens utbredningsområde är New York. Inga underarter finns listade i Catalogue of Life.